# 第1号小提琴协奏曲 (布鲁赫)
马克斯·布鲁赫的《G小調第1號協奏曲》，作品26，是一首相當具知名度的小提琴協奏曲。它不只是布魯赫最有名的作品，亦是音樂會中較常被演奏的小提琴曲目之一。

## 历史
這首作品於1866年完成，同年4月24日由小提琴家強靈斯略夫（Otto von Königslöw）擔任獨奏、布魯赫本人指揮作首演。及後，再由著名小提琴家约瑟夫·约阿希姆的幫助下作大幅修改，並在1867年完成了最終定稿。1868年1月5日，約阿希姆在不萊梅首演了經修改後的版本，並由賴恩戴勒（Karl Martin Rheinthaler）擔任指揮。

## 分析

### 配器
本曲的樂隊編制如下：
- 獨奏小提琴

| - 木管樂器 - 長笛：2 - 雙簧管：2 - 單簧管：2 - 低音管：2 | - 銅管樂器 - 圓號：4 - 小號：2 | - 定音鼓 | - 弦樂器 |

此外，依照工具書《管弦樂作品手冊》指示，上述之配器可簡記為"2 2 2 2—4 2 0 0—tmp—str"。

### 結構
该协奏曲包含三个乐章：
1. 前奏曲：适度的快板
2. 柔板
3. 终曲：富有活力的快板

第一樂章
第二樂章
第三樂章